# Мадалена Медічі
Мадалена Медічі (італ. Maddalena di Lorenzo de' Medici; 25 липня 1473, Флоренція — 2 грудня 1519, Рим) — аристократка часів Флорентійської республіки.

## Життєпис
Походила з роду Медічі. Друга донька Лоренцо Медічі Пишного, володаря Флоренції, та римської аристократки Кларіче Орсіні. З дитинства була хворобливою. Втім здобула гарну освіту завдяки Анджело Амбродзіні Поліціано. У 1486 році її батько розпочав перемовини з папою римським Інокентієм VIII стосовно одруження Мадалени з родичем папи — Франческо Чібо.
25 лютого 1487 року Рінальдо Орсіні від імені Медічі підписав контракт про шлюб, а 13 листопада Мадалена прибула до Риму, де 20 січня 1488 року відбулося вінчання : 14-літня Мадалена вийшла заміж за 38-річного Франческо Чібо, графа Ферентілло та Ангіллара. Це стало приводом до укладання політичної угоди між Флоренцією на чолі із Лоренцо Медічі та папою римським. До цієї угоди долучилася Венеційська республіка. На деякий час Мадалена переїздить до Флоренції, проте наприкінці липня, після смерті матері, повертається до Риму, де живе у палаці чоловіка. Мала від нього 7 дітей. Підтримувала дружні стосунки з папою римським.
У 1492 році, після смерті Інокентія VIII, разом з родиною перебралася до Флоренції, потім до Пізи, а згодом до Генуї. Водночас навела лад у своїх маєтках в Тоскані. Після обрання її брата Джованні папою римським під іменем Лева X у 1512 році переїздить до Риму. У 1513 році домоглася для свого сина Іннокентія посади кардинала. Мала вплив на дії папи римського, який у 1515 році надав Мадалені римське громадянство. Отримувала значний зиск від продажу індульгенцій у Німеччині.
Померла у Римі 2 грудня 1519 року. Похована у базиліці святого Петра.

## Родина
Чоловік — Франческо Чібо (1450—1519)
Діти:
- Лукреція Чібо (1489—1492)
- Кларіче Чібо (1490—1492)
- Іннокентій (1491—1550), кардинал, архієпископ Флоренції у 1521—1548 роках
- Лоренцо (1500—1549), 1-й герцог Ферентілло, чоловік Рікарди Маласпіни
- Катерина (1501—1557), герцогиня Камеріно
- Іпполіто Чібо (1503—1562)
- Джованні Батіста Чібо (1505—1550), черниця